# Sebastiano Festa
Sebastiano Festa, né vers 1490 ou 1495, et mort le 31 juillet 1524, est un compositeur italien de la Renaissance, surtout actif à Rome. Bien qu'ayant peu composé, il est l'un des premiers compositeurs de madrigaux, influençant d'autres auteurs du genre comme Philippe Verdelot. Il est peut-être apparenté à Costanzo Festa, un de ses contemporains, plus connu que lui, et également l'un des premiers auteurs de madrigaux.

## Biographie
Festa est originaire de Villafranca Piemonte, à proximité de Turin dans le Piémont. Son père Jocobinus, musicien, vivant à Turin dans les années 1520, fut probablement son professeur. Sa parenté avec Constanzo Festa n'est pas attestée, bien qu'elle soit suggérée par leur région d'origine commune, leur même sagacité musicale, et le fait qu'ils composaient tous deux des madrigaux. L'existence de Sebastiano est documentée pour la première fois dans un manuscrit copié entre 1516 et 1519 : il en était peut-être le copiste. Ce recueil contient des motets composés par Costanzo et lui-même.
Au début des années 1520, il vit et travaille à Rome auprès de l'aristocrate génois Ottobono Fieschi. Il travaille également avec d'autres musiciens, liés au pape Léon X. Costanzo Festa est chanteur à la chapelle Sixtine depuis 1517, il est donc possible que Costanzo et Sebastiano soient venus à Rome à peu près au même moment.
Sebastiano reçoit un canonicat à la cathédrale Saint-Jean-Baptiste de Turin en 1520, et meurt quelques années plus tard, le 31 juillet 1524, à Rome.

## Œuvre et influence
Seuls quatre motets et dix madrigaux, soit quatorze compositions en tout, sont attribuables avec certitude à Sebastiano Festa. Sept autres madrigaux sont d'attribution incertaine. Des similarités de style entre les œuvres de Sebastiano et Costanzo rendent les attributions délicates. Toutes ses œuvres sont pour quatre voix. Il a publié la plus grande partie de ses madrigaux dans un seul recueil en 1526 à Rome, intitulé Libro primo de la croce : canzoni, frottole et capitoli. Il est imprimé par Pasoti et Dorico, de la maison d'édition de Giacopo Giunta.
La plupart des madrigaux de Festa, par leur utilisation de l'homophonie et de l'écriture syllabique, reprend le caractère des frottole, forme antérieure de musique profane italienne. Ses madrigaux s'en distinguent néanmoins par leur reprise des motifs des chansons françaises, leur refus de répéter la même musique sur différentes lignes de texte. Autre caractéristique, la reprise de poèmes, dont certains de Pétrarque, témoigne de l'influence littéraire exercée par le cardinal Pietro Bembo, qui travaillait à Rome à l'époque, sur le développement des madrigaux.
Ces œuvres, simples, ont eu une influence certaine sur les auteurs de madrigaux contemporains, dont Philippe Verdelot, qui composa ses premiers madrigaux à peu près à la même époque que Festa.
L'un des madrigaux de Festa, O passi sparsi, issue d'un sonnet de Pétrarque, devint célèbre au-delà du petit entourage de Festa. Cette composition fut copiée dans de nombreux manuscrits jusqu'au milieu du siècle, et fut également reprise dans des arrangements instrumentaux. Claudin de Sermisy, compositeur français connu pour ses chansons polyphoniques, écrit même une messe parodie basée sur ce morceau. Albert de Rippe en écrit deux arrangements pour luth, et Diego Pisador en écrit un pour la vihuela (Sparci Sparcium).